# Paseo de las Delicias (Madrid)
El paseo de las Delicias (denominado originalmente paseo de las Delicias del río) es una calle de Madrid (España) que nace en la plaza del Emperador Carlos V y finaliza en la plaza de Legazpi (tiene aproximadamente 1,8 kilómetros de longitud). Junto con el paseo de Santa María de la Cabeza y paseo de las Acacias forma el denominado Tridente Barroco. Una de sus calles perpendiculares, cercana a la Estación de Delicias es el trazado del Pasillo Verde.

## Historia

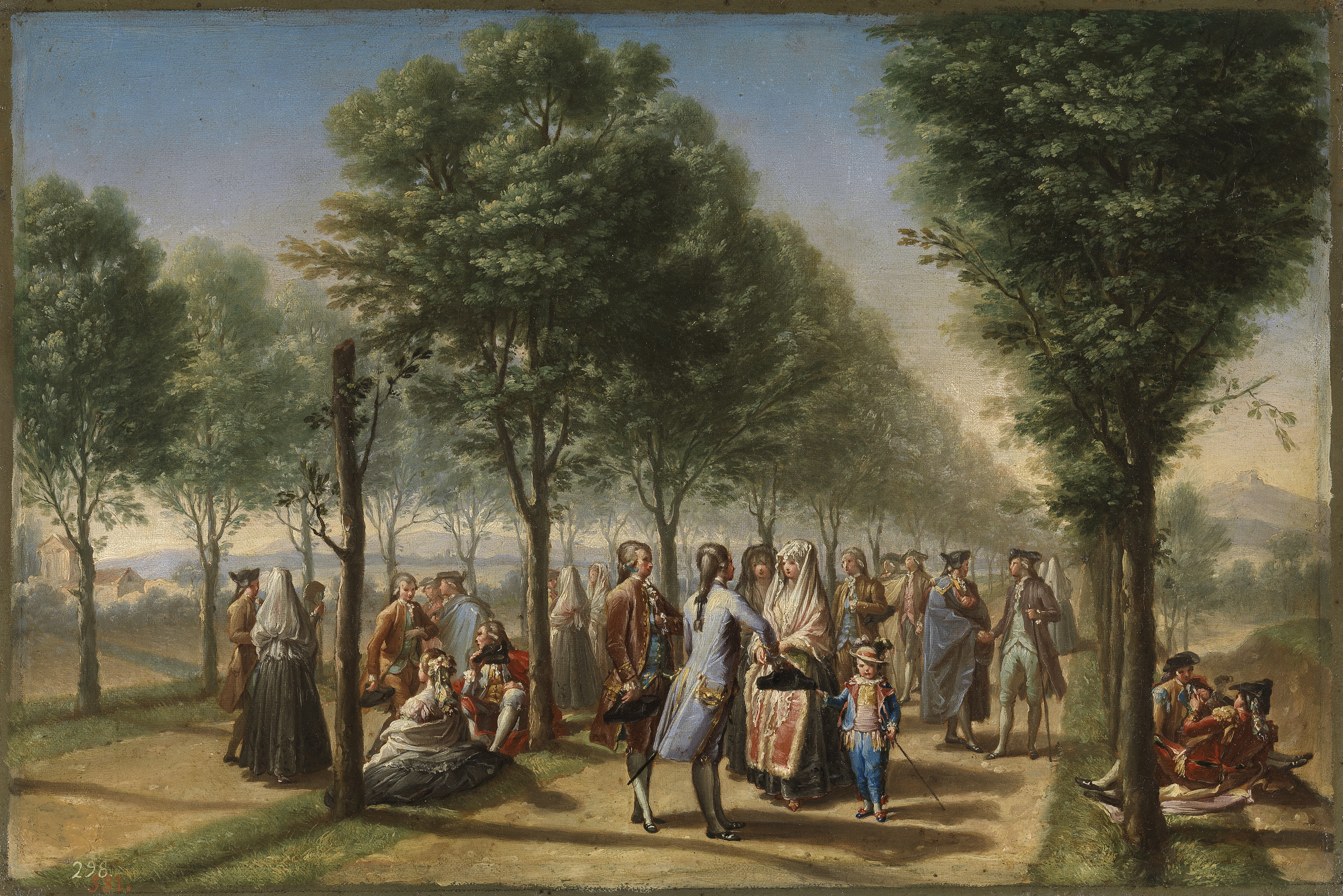
Francisco Bayeu, El paseo de las Delicias, c. 1785, 37 x 56 cm, Prado.

Aparece por primera vez en el siglo XVIII en los planos de Madrid (no aparece sin embargo en los planos de Teixeira del siglo XVII) y puerta de Atocha. Era una avenida diseñada como una extensión del Paseo del Prado, ruta hacia el río Manzanares por el sur. Desde la Puerta de Alcalá salía este camino arbolado en ambos arcenes que solía emplearse como lugar de paseo de los madrileños de la época. El paso corría paralelo a la fachada este del Hospital General. Este camino era uno de los que bajaba por el sur de la ciudad, directo hacia el Canal del río Manzanares. Las primeras casas construidas en la zona dieron el nombre de barrio del Sur o del Perchel.
Bajo el paseo de las Delicias circula un tren que une la Estación del Norte con la Estación de Delicias (calle Ferrocarril). Entre los siglos XIX y XX se fundaron los primeros barrios del distrito de la Argazuela. El año 1924 se abría en la antigua Dehesa de Arganzuela (parte del espacio que ocupa la actual plaza de Legazpi) el Matadero Municipal de Legazpi.
En el paseo se instala el Instituto del Pilar para niñas huérfanas, así como la Institución Virgen del Pilar (Colegio Nuestra Señora de las Delicias), en el número 67. En los años 1950 se ubica en la calle uno de los hoteles de lujo de Madrid: The Carlton (número 28), que cuenta en su fachada con un mosaico de Santiago Padrós.

## Cultura
- El pintor Francisco Bayeu retrata los paseos de la gente de la época así como su ambiente a lo largo del paseo en un cuadro titulado: «Paseo de las Delicias».
- El propietario de un carrusel en el Paseo, y que se llamaba Tío Esteban, populariza en España la denominación «tiovivo» debido a una historia popular en la que parece resucitar el día de su entierro. Tras este suceso los madrileños de la época solían acudir al Paseo a ver el «tío vivo».[6]
- La escritora hispanofrancesa Mercedes Deambrosis ambienta una de sus novelas en la calle madrileña a lo largo de ocho historias sobre la Guerra Civil.[7]

## Transporte
| Estaciones de Metro | Palos de la Frontera Delicias |